# Lexus LFA
Lexus LFA – japoński supersamochód marki Lexus produkowany przez koncern Toyota Motor Corporation od grudnia 2010 do 18 grudnia 2012 roku zaprezentowany w wersji produkcyjnej podczas salonu motoryzacyjnego w Tokio w 2009 roku wyprodukowany w liczbie 500 egzemplarzy.

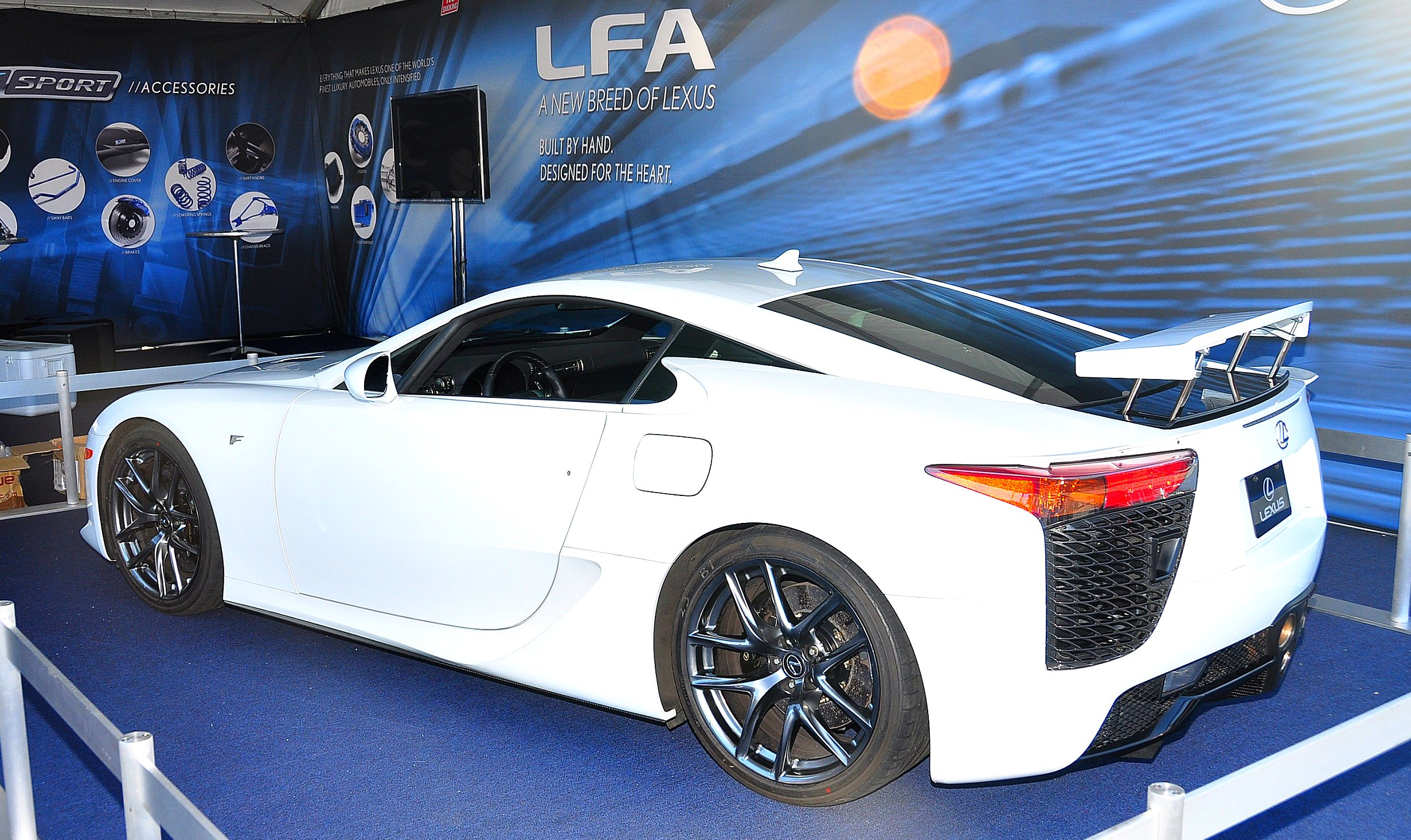
Tył Lexusa LFA

## Historia
Prace nad modelem rozpoczęły się w 2000 roku projektem pod nazwą P280. Celem projektu było pokazanie przez Toyotę poprzez swoją luksusową markę Lexus możliwości konstrukcyjnych. Pierwszy prototyp pokazano w czerwcu 2003 roku. Od października 2004 roku regularnie testowano prototypy na niemieckim torze wyścigowym Nürburgring.

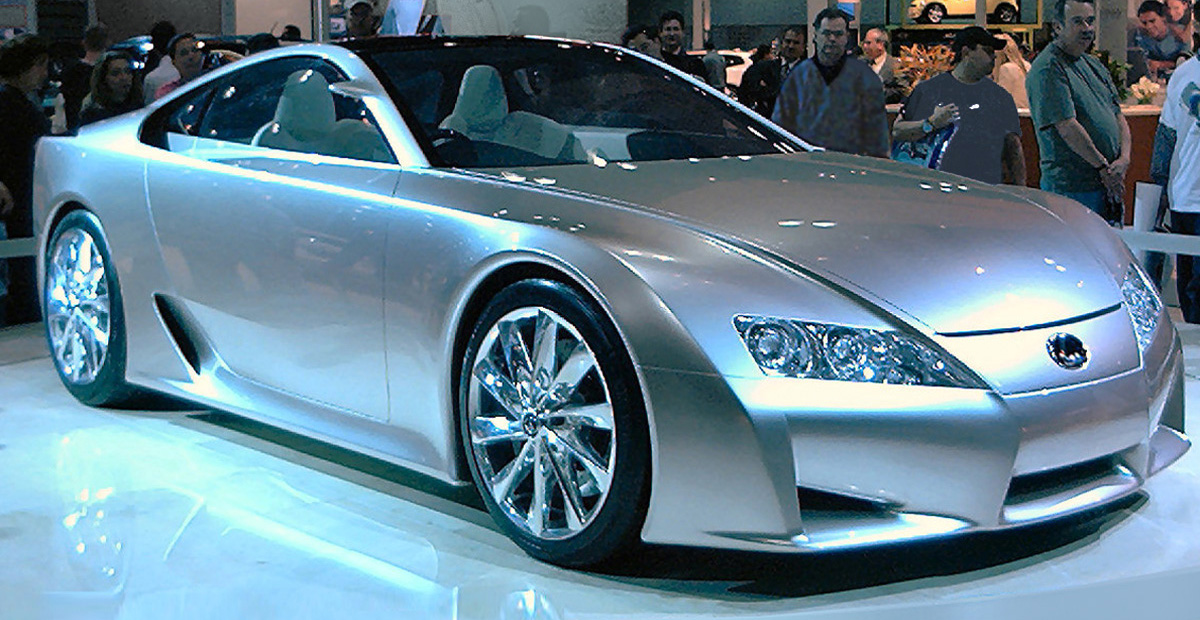
Pierwszy koncept LF-A

W styczniu 2005 roku podczas targów motoryzacyjnych w Detroit zaprezentowano pierwszą koncepcyjną wersję auta. Koncept miał długość 4400 mm, co oznaczało, że był 50 mm krótszy od Porsche 911 Turbo. Rozstaw osi konceptu mierzył 2580 mm, 1200 mm wysokości oraz 1859 mm szerokości. W koncepcie zamontowano szklany dach, kamery boczne zamontowane w lusterkach zewnętrznych. Tył pojazdu wyróżniał potrójnych wydech umieszczony w formie trójkąta.

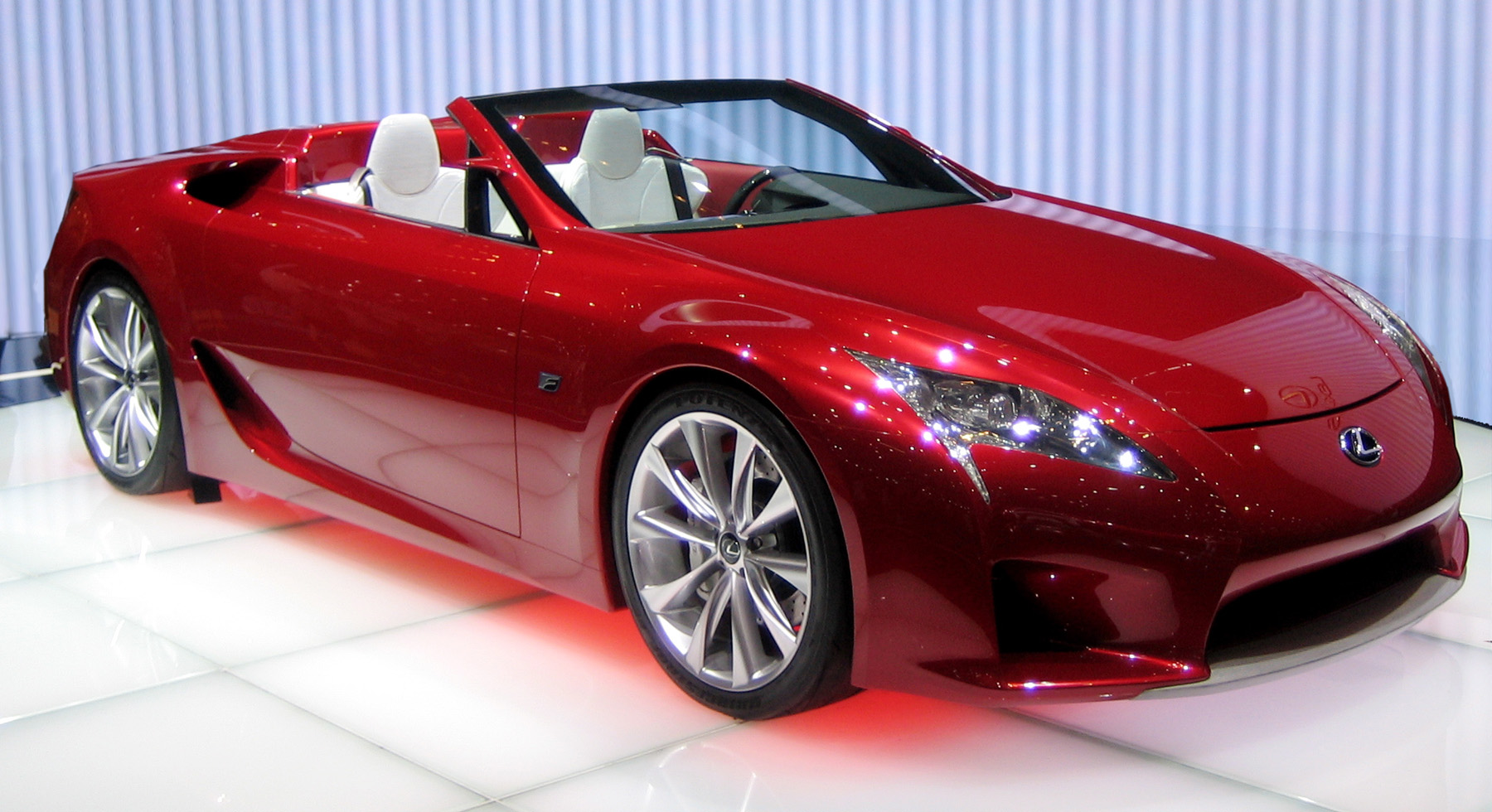
Lexus LFA Roadster

W styczniu 2008 roku w Detroit pokazano wersję roadster o tej samej nazwie. Następnie premierę swoją Lexus LFA Roadster miał podczas targów w Genewie. Auto mierzyło 4460 mm długości, 1890 mm szerokości oraz 2600 mm rozstawu osi.
5 sierpnia 2009 roku Prezes Toyoty Akido Toyoda potwierdził plany produkcyjne Lexusa LFA. 21 października 2009 roku podczas salonu prasowego targów motoryzacyjnych w Tokio po raz pierwszy odbyła się premiera produkcyjnej odmiany LFA. Tego samego dnia ujawniono także, że auto będzie serią limitowaną dostępną jedynie w liczbie 500 egzemplarzy. Cenę auta oszacowano na 375 tysięcy dolarów.
Produkcja ruszyła w grudniu 2010 roku w specjalnie przygotowanej fabryce w Motomachi, która wyróżniła 170 pracowników do starannej, powolnej produkcji LFA. Ostatni egzemplarz zjechał z taśm montażowych 18 grudnia 2012 roku.
W Europie znajduje się jedynie 40 sztuk pojazdu. W tym dwa egzemplarze w Polsce. Jeden w Poznaniu, drugi (specjalnie skonfigurowany – jedyny na świecie kolor) w Krakowie. Jeden egzemplarz znajduje się w Krapkowicach. Właścicielem jest sprzedawca samochodowy Kimbex.
Samochód umieszczono także w grze Need for Speed: World, Need for Speed: Shift 2 Unleashed, Need for Speed: The Run, Need for Speed: Most Wanted oraz Need for Speed: Rivals.

### LFA Art Car
W 2018 roku przy okazji wyścigu Total 24 Hours of Spa zaprezentowano egzemplarz Lexusa LFA w białym kolorze, pokryty specjalną grafiką zaprojektowaną przez portugalskiego artystę, Pedro Henriquesa. Premiera miała upamiętnić 10-lecie serii F i pierwszy start Lexusa w wyścigu 24 Hours of Spa.

## Silnik
- Pojemność skokowa: 4805 cm³

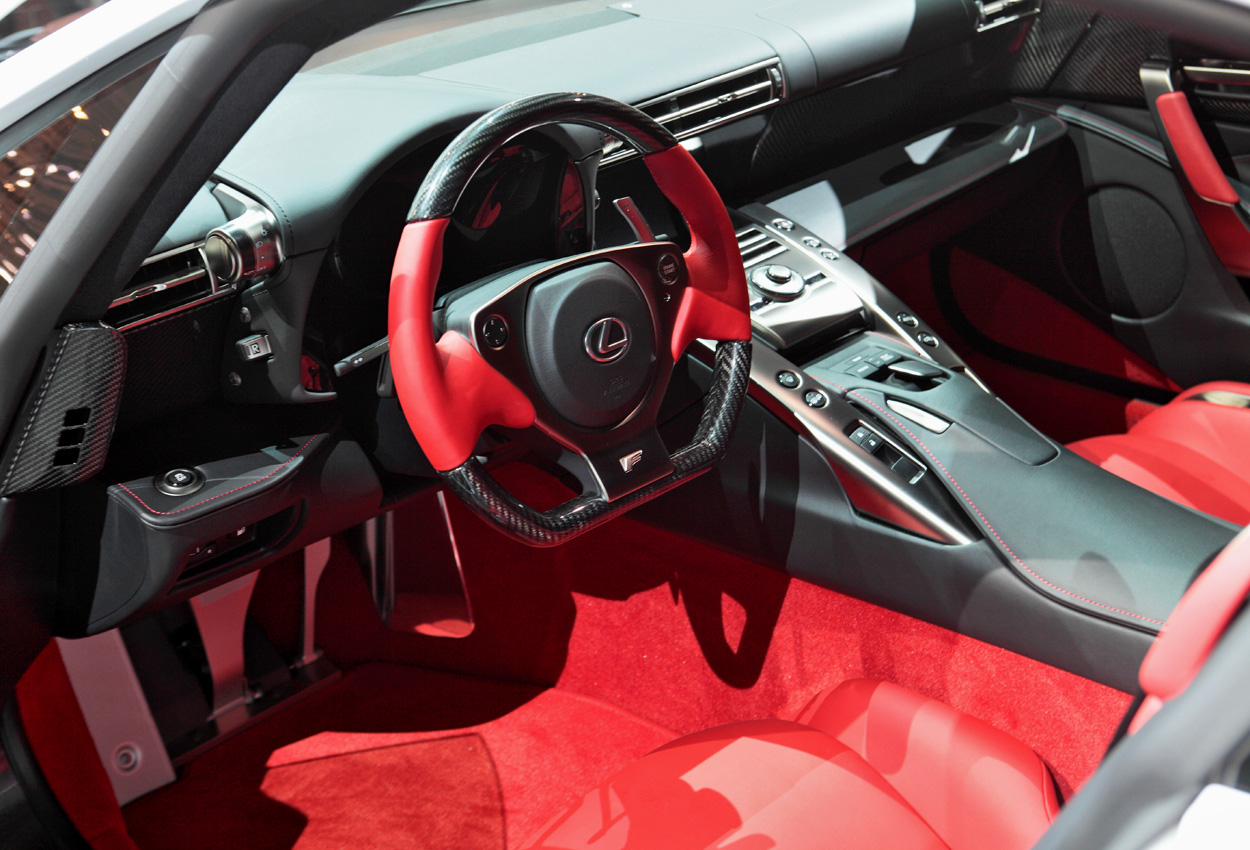
Wnętrze LFA

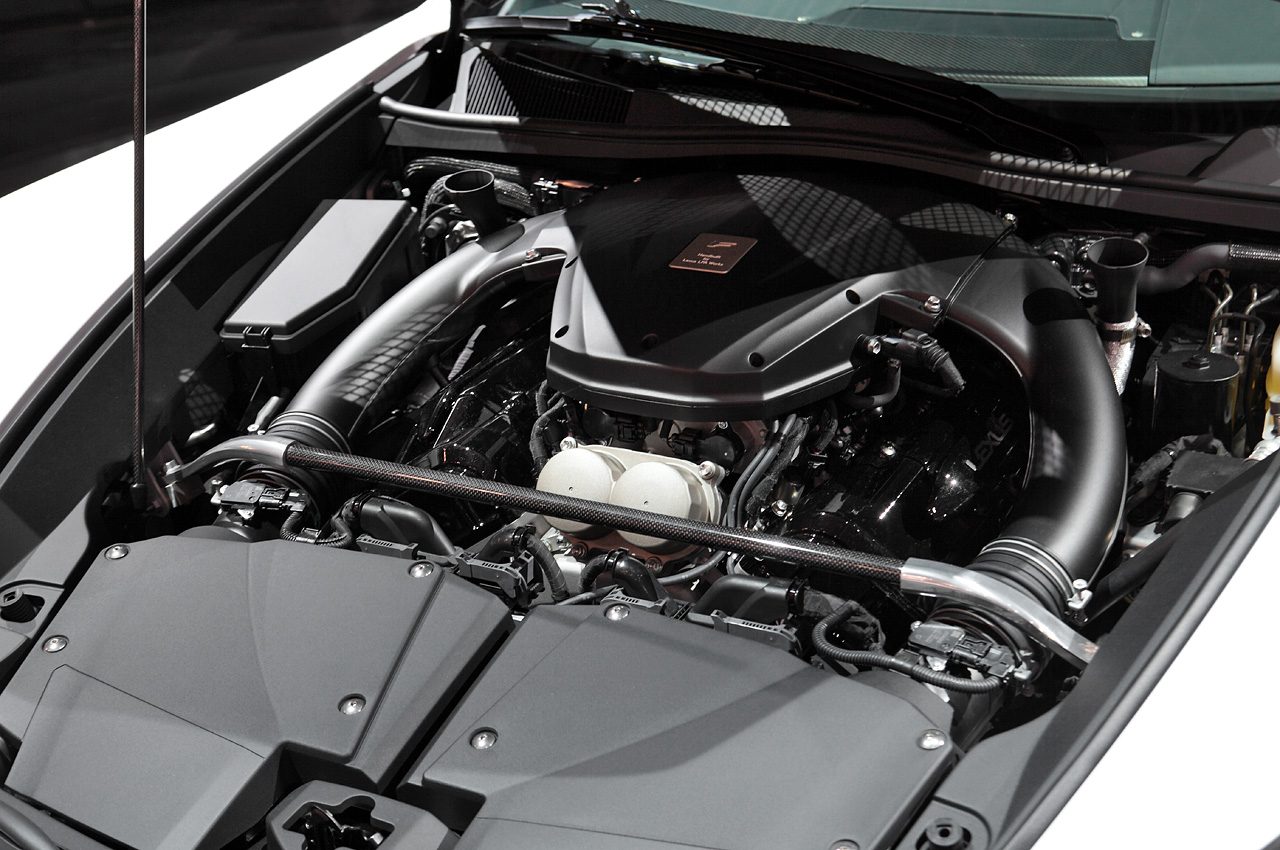
Silnik Lexusa LFA

- Silnik: V10, 4 zawory na cylinder, DOHC
- Zasilanie: wtrysk EFi
- Średnica cylindra × skok tłoka: 88,00 mm × 79,00 mm
- Stopień sprężania: 12,0:1
- Moc maksymalna: 560 KM (412 kW) przy 8700 obr./min
- Maksymalny moment obrotowy: 480 N•m przy 6800 obr./min
- Maksymalna prędkość obrotowa: 9500 obr./min

### Osiągi
- Przyspieszenie 0-100 km/h: 3,7 s
- Prędkość maksymalna: 325 km/h

## Pozostałe informacje
- Silnik V10 samochodu wymiarami przypomina przeciętny motor V8, a jego masa jest mniejsza niż typowej jednostki V6[6].
- Zbiornik płynu do spryskiwaczy umieszczono z tyłu auta, aby uzyskać jak najlepszy rozkład masy[7].
- Japoński drifter Yoichi Imamura posiadał Lexusa LFA przygotowanego do udziału w zawodach driftingowych[8].